# Chrysopa taikuensis
Chrysopa taikuensis är en insektsart som beskrevs av Shinji Kuwayama 1962. Chrysopa taikuensis ingår i släktet Chrysopa och familjen guldögonsländor. Inga underarter finns listade i Catalogue of Life.